# GAZ-67
Der GAZ-67 (russisch ГАЗ-67) und die spätere, überarbeitete Variante GAZ-67B waren sowjetische Mehrzweckfahrzeuge mit Allradantrieb, die vom Gorkowski Awtomobilny Sawod (GAZ) ab 1943 gebaut wurden. Bis zum Ende des Zweiten Weltkriegs war er das sowjetische Äquivalent zum Willys Jeep und wurde hauptsächlich militärisch genutzt, nach Kriegsende wurden weit größere Stückzahlen für die zivile Wirtschaft gebaut.

## Geschichte
Der GAZ-67 war eine Weiterentwicklung des früheren GAZ-64. Eine Hauptverbesserung war eine breitere Spur von 1446 mm. Er hatte auch ein verstärktes Fahrgestell, vergrößerte Kraftstofftanks und andere Verbesserungen.
Das Fahrzeug wurde von einer etwas stärkeren Version des Motors des GAZ-M1 mit 54 PS (40 kW) angetrieben. Dabei handelt es sich um einen Vierzylinder–Ottomotor mit 3280 cm³ Hubraum. Der GAZ-67 erreichte eine Höchstgeschwindigkeit von 90 km/h.
Die Serienproduktion begann am 23. September 1943, bis Ende des Jahres wurden 718 Stück gefertigt. Im Vergleich dazu erhielt die Sowjetunion im Jahr 1943 über 50.000 Jeeps von den USA auf Grundlage des Lend-Lease-Acts. Ab Januar 1944 wurde der GAZ-67B, der einige mechanische Verbesserungen aufwies, in die Serienfertigung übernommen. Bis zum Kriegsende wurden insgesamt 5569 Fahrzeuge gebaut. Bis 1953 erhöhte sich die Gesamtstückzahl auf 92.843, bevor die Produktion auf den Nachfolger GAZ-69 umgestellt wurde. Der größte Teil der nach 1945 gebauten Exemplare ging in den zivilen Gebrauch, darunter in die Forst- und Landwirtschaft.
Im Jahr 1975 widmete die sowjetische Post dem GAZ-67B eine Briefmarke.

## Technische Daten
- Antriebsformel: 4×4

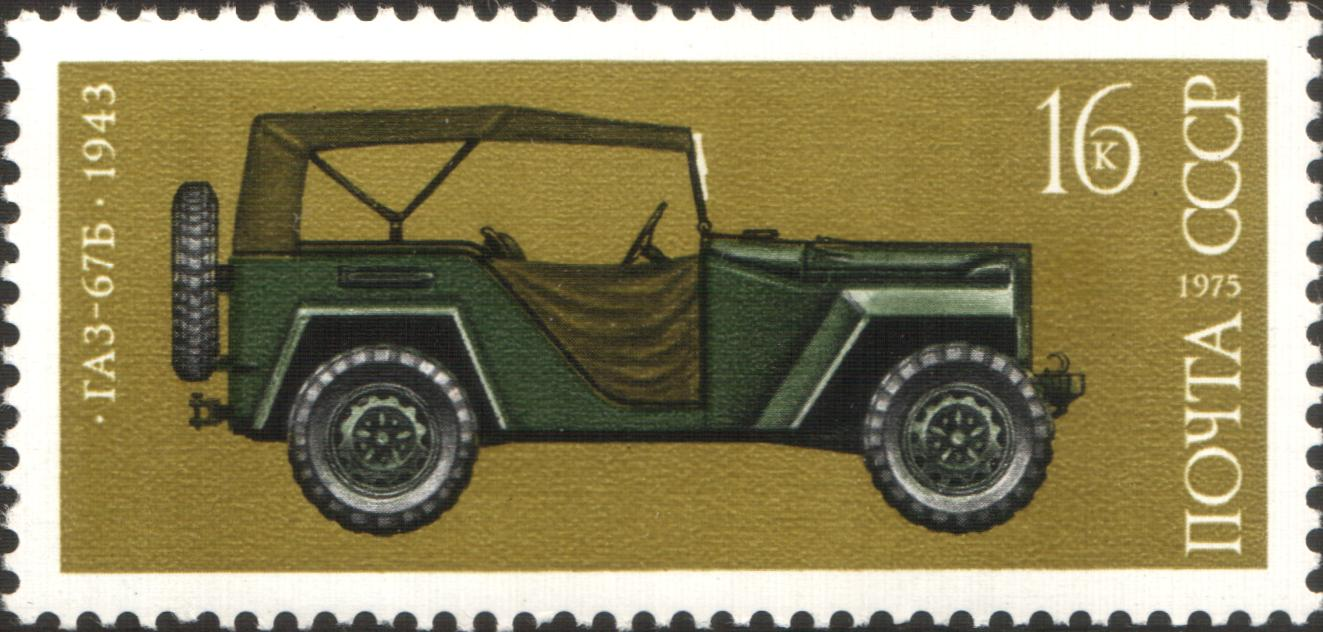
Briefmarke der sowjetischen Post von 1975 mit GAZ-67B als Motiv

- Motor: 4-Zylinder-Ottomotor, nahezu baugleich mit dem des Lastwagens GAZ-MM
  - Hubraum: 3280 cm³
  - Leistung: 54 PS (40 kW)
- Fahrwerk: Starrachsen, vorn an vier viertelelliptischen Auslegerblattfedern, hinten an zwei halbelliptischen Blattfedern, alle Federn längs eingebaut[3]
- Höchstgeschwindigkeit: 90 km/h (Straße)
- Verbrauch: 13,2 l
- Produktionszeitraum: 1943–1953
- Stückzahl gebaut: 92.843

Abmessungen und Gewichte
- Länge: 3,345 m
- Breite: 1,685 m
- Höhe: 1,700 m
- Spurbreite: 1446 mm
- Radstand: 2100 mm
- Bodenfreiheit: 227 mm
- Wendekreis: 11,6 m
- Gewicht: 1320 kg
- Zuladung: 4–5 Personen bzw. 400 kg